# 19775 Medmondson
19775 Medmondson este un asteroid din centura principală de asteroizi.

## Descriere
19775 Medmondson este un asteroid din centura principală de asteroizi. A fost descoperit pe 1 august 2000 la Socorro, New Mexico, în cadrul proiectului LINEAR. Asteroidul prezintă o orbită caracterizată de o semiaxă mare de 2,32 ua, o excentricitate de 0,10 și o înclinație de 3,6° în raport cu ecliptica.